# Lake Dunlap (Teksas)
Lake Dunlap je naseljeno mjesto za statističke potrebe u američkoj saveznoj državi Teksas. Prema popisu stanovništva iz 2010. u njemu je živjelo 1.934 stanovnika.